# Logelheim
Logelheim é uma comuna francesa na região administrativa de Grande Leste, no departamento Alto Reno. Estende-se por uma área de 4,32 km². Em 2010 a comuna tinha 863 habitantes (densidade: 199,8 hab./km²).